# Elizabeth Beckley
Elizabeth Beckley (1846-1927) fue una pionera  fotógrafa astronómica británica.

## Trayectoria
Fue hija de Robert Beckley, un ingeniero mecánico del Observatorio de Kew, que desarrolló el anemómetro Robinson-Beckley con el astrónomo Thomas Romney Robinson. Berckley trabajó en el Observatorio de Kew, convirtiéndose en una de las primeras mujeres en trabajar en un observatorio astronómico. Fotografió el Sol en las décadas de 1860 y 1870 utilizando un heliógrafo.
Beckley se casó con otro empleado del Observatorio de Kew, Matthew Whipple. Tuvieron dos hijos. El mayor, Robert Whipple, fue un coleccionista de instrumentos científicos, y fundó el Museo Whipple de Historia de la Ciencia en Cambridge, mientras que el menor, Francis Whipple, fue superintendente del Observatorio de Kew desde 1925 hasta 1939.